# Josef Dvořák
Josef Dvořák, född 25 april 1942 i Horní Cerekev, protektoratet Böhmen-Mähren, är en tjeckisk skådespelare. Han är främst känd som komisk skådespelare och medverkade under 1970-talet och 1980-talet i många kända tjeckiska filmer och TV-serier.

## Filmografi, urval
- 1974 – Jáchyme, hod ho do stroje!
- 1977 – Pan Tau (TV-serie)
- 1978 – Nemocnice na kraji mesta (TV-serie)
- 1980 – Arabela (TV-serie)
- 1983 – Návstevníci (TV-serie)